# Dover (Terranova y Labrador)
Dover es un pueblo canadiense situado en la provincia de Terranova y Labrador.

## Superficie
Dover tiene una superficie de 11,12 km².

## Demografía
En 2021, tenía 579 habitantes, una densidad poblacional de 52,1 hab./km², y 264 viviendas.